# مطار ماركالا
مطار ماركالا (بالإنجليزية:  Markala Airport)‏ (إيكاو: GAMA) هو مطار يخدم ماركالا في مالي.

## وصلات خارجية
- مطار ماركالا على جيونيمز